# 60er
Portal Geschichte | Portal Biografien | Aktuelle Ereignisse | Jahreskalender | Tagesartikel

◄ |
1. Jh. v. Chr. |
1. Jahrhundert
| 2. Jh. | ►

◄ |
30er |
40er |
50er |
60er
| 70er | 80er | 90er | ►

60 |
61 |
62 |
63 |
64 |
65 |
66 |
67 |
68 |
69

## Ereignisse

### Römisches Reich
- 60/61: Die Römer schlagen in Britannien einen Aufstand der Icener und Trinovanten während der Schlacht an der Watling Street nieder. Die britannische Heerführerin Boudicca stirbt.
- ab 66: Jüdischer Aufstand gegen die römische Herrschaft in Judäa. Die Zeloten nehmen Jerusalem ein, und die Sikarier besetzen die Festung von Masada.
- 68: Mit dem Suizid Neros endet die Julisch-Claudische Dynastie. Ein Bürgerkrieg um die Nachfolge bricht aus, der als Vierkaiserjahr bezeichnet wird.
- 69: Der germanische Volksstamm der Bataver unter Julius Civilis revoltiert gegen die Römer (Bataveraufstand).
- 21. Dezember 69: Vespasian zieht als Sieger des Bürgerkrieges in Rom ein und wird vom Senat als neuer Kaiser anerkannt. Er begründet die flavische Dynastie.

## Wissenschaft

### Astronomie
- 66: Der Halleysche Komet wird am Morgen des 31. Jänner von chinesischen Beobachtern in den Hou Han shu Chroniken (Jahr 445) beschrieben.

## Wirtschaft
- 63: Der römische Kaiser Nero lässt Gewicht und Feingehalt der umlaufenden Münzen beschneiden, um die Geldmenge zu erhöhen. Dies löst die erste genau dokumentierte Inflation der Weltgeschichte aus. Plinius der Ältere berichtet darüber ausführlich.

## Katastrophen
- 19. Juli 64: In Rom bricht ein Großbrand aus, der mehrere Tage wütet und drei Stadtteile komplett in Asche legt. Für den Brand von Rom gibt Kaiser Nero den Christen die Schuld und verfolgt sie.

## Religion
- 67: Linus wird als Nachfolger Petri zweiter Bischof von Rom.